# Чемпіонат Швеції з футболу 2003: Супереттан
Супереттан 2003 — 4-й сезон у Супереттан, що є другим за рівнем клубним дивізіоном (сформованим у 2000 році) у шведському футболі після Аллсвенскан. 
У чемпіонаті взяли участь 16 клубів. Сезон проходив у два кола, розпочався у квітні й завершився в листопаді 2003 року.
Переможцем змагань став клуб Кальмар ФФ. Разом із ним путівку до вищого дивізіону виборов з другої позиції Треллеборг ФФ.

## Учасники сезону 2003 року
| Клуб                            | Місце в 2002                               |
| ------------------------------- | ------------------------------------------ |
| ІФК Норрчепінг                  | 13-е в Аллсвенскан                         |
| Кальмар ФФ                      | 14-е в Аллсвенскан                         |
| «Вестра Фрелунда» ІФ (Гетеборг) | 3-є                                        |
| БК «Геккен» (Гетеборг)          | 4-е                                        |
| «Ассиріска» ФФ (Седертельє)     | 5-е                                        |
| ФК «Кафе Опера» (Стокгольм)     | 6-е                                        |
| ІФК Мальме                      | 7-е                                        |
| Вестерос СК                     | 8-е                                        |
| Треллеборг ФФ                   | 9-е                                        |
| Отвідабергс ФФ                  | 10-е                                       |
| «Єфле» ІФ (Євле)                | 11-е                                       |
| «Броммапойкарна» ІФ (Стокгольм) | 12-е                                       |
| ІФ «Сильвія» (Норрчепінг)       | 13-е                                       |
| БК «Форвард» (Еребру)           | 1-е в групі Західний Свеаланд, Дивізіон 2  |
| Фалькенбергс ФФ                 | 1-е в групі Південний Йоталанд, Дивізіон 2 |
| Буден БК                        | 1-е в групі Норрланд, Дивізіон 2           |

## Турнірна таблиця
| Поз | Команда                      | І  | В  | Н | П  | ГЗ | ГП | РГ  | О  | Підвищення або пониження  |
| --- | ---------------------------- | -- | -- | - | -- | -- | -- | --- | -- | ------------------------- |
| 1   | Кальмар ФФ (C, P)            | 30 | 21 | 4 | 5  | 51 | 28 | +23 | 67 | Підвищилися в Аллсвенскан |
| 2   | Треллеборг ФФ (P)            | 30 | 18 | 6 | 6  | 63 | 33 | +30 | 60 | Підвищилися в Аллсвенскан |
| 3   | «Геккен» (Гетеборг)          | 30 | 18 | 3 | 9  | 56 | 40 | +16 | 57 | Плей-оф на підвищення     |
| 4   | Отвідабергс ФФ               | 30 | 13 | 9 | 8  | 47 | 37 | +10 | 48 |                           |
| 5   | «Вестра Фрелунда» (Гетеборг) | 30 | 14 | 6 | 10 | 47 | 40 | +7  | 48 |                           |
| 6   | «Броммапойкарна» (Стокгольм) | 30 | 13 | 6 | 11 | 41 | 41 | 0   | 45 |                           |
| 7   | «Кафе Опера» (Стокгольм)     | 30 | 11 | 8 | 11 | 53 | 48 | +5  | 41 |                           |
| 8   | «Єфле» (Євле)                | 30 | 11 | 7 | 12 | 46 | 51 | −5  | 40 |                           |
| 9   | ІФК Норрчепінг               | 30 | 10 | 9 | 11 | 47 | 49 | −2  | 39 |                           |
| 10  | «Ассиріска» (Седертельє)     | 30 | 12 | 3 | 15 | 47 | 53 | −6  | 39 |                           |
| 11  | Буден БК                     | 30 | 10 | 9 | 11 | 43 | 50 | −7  | 39 |                           |
| 12  | Вестерос СК                  | 30 | 10 | 7 | 13 | 44 | 48 | −4  | 37 |                           |
| 13  | Фалькенбергс ФФ              | 30 | 10 | 4 | 16 | 37 | 44 | −7  | 34 |                           |
| 14  | ІФК Мальме (R)               | 30 | 10 | 3 | 17 | 42 | 58 | −16 | 33 | Вибули в Дивізіон 2       |
| 15  | «Форвард» (Еребру) (R)       | 30 | 7  | 5 | 18 | 45 | 63 | −18 | 26 | Вибули в Дивізіон 2       |
| 16  | «Сильвія» (Норрчепінг) (R)   | 30 | 4  | 7 | 19 | 34 | 60 | −26 | 19 | Вибули в Дивізіон 2       |

## Плей-оф на підвищення
Команди, які зайняли в сезоні 2003 року 12-е місце в Аллсвенскан і 3-є в Супереттан, виборювали право виступити в найвищому дивізіоні:
| Команда 1           | Рахунок | Команда 2           |
| ------------------- | ------- | ------------------- |
| 30 жовтня 2003      |         |                     |
| «Геккен» (Гетеборг) | 1-2     | ГІФ Сундсвалль      |
| 2 листопада 2003    |         |                     |
| ГІФ Сундсвалль      | 0-1     | «Геккен» (Гетеборг) |

Клуб ГІФ Сундсвалль зберіг право виступати в Аллсвенскан у сезоні 2004 року.

## Найкращі бомбардири сезону
| Гравець         | Клуб                     | Голи |
| --------------- | ------------------------ | ---- |
| Йоран Марклунд  | «Кафе Опера» (Стокгольм) | 23   |
| Матс Лільєнберг | Треллеборг ФФ            | 18   |